# Leptinotarsa defecta
Espèce
Leptinotarsa defecta  est une espèce d'insectes coléoptères de la famille des Chrysomelidae, originaire d'Amérique du Nord, qui se nourrit sur des plantes de la famille des Solanaceae. C'est un proche parent du doryphore, avec lequel il peut être confondu, mais contrairement à ce dernier, ce n'est pas un ravageur des cultures de pomme de terre.

## Distribution
L'aire de répartition naturelle de cette espèce s'étend du sud du Texas (États-Unis) au nord du Mexique.
Il été introduit en Afrique du Sud en 1992, en même temps que Leptinotarsa texana, afin de lutter contre une espèce de plante envahissante Solanum elaeagnifolium.

## Plantes hôtes
- Solanum elaeagnifolium
- Solanum tridynamum